# Рісірі-Фудзі

45°14′51″ пн. ш. 141°12′53″ сх. д. / 45.24750° пн. ш. 141.21472° сх. д.
Рісі́рі-Фу́дзі (яп. 利尻富士町, りしりふじちょう, МФА: [ɾʲiɕiɾʲi ɸud͡ʑi t͡ɕoː]) — містечко в Японії, в повіті Рісірі округу Соя префектури Хоккайдо. Розташоване на острові Рісірі. Станом на 1 жовтня 2008 року площа містечка становила 105,69 км². Станом на 31 березня 2017 населення містечка становило 2606 осіб.